# Mieszkowice
Mieszkowice é um município da Polônia, na voivodia da Pomerânia Ocidental e no condado de Gryfino. Estende-se por uma área de 4,73 km², com 3 713 habitantes, segundo os censos de 2016, com uma densidade de 785,0 hab/km².